# Devotional
Devotional - A Performance Filmed by Anton Corbijn es un álbum en directo del grupo inglés de música electrónica, Depeche Mode (David Gahan, Martin Gore, Alan Wilder, Andrew Fletcher), dirigido por Anton Corbijn, publicado originalmente en formato de videocinta VHS en 1993.
A diferencia de otros conciertos publicados de Depeche Mode, este recoge canciones de un concierto tanto en la ciudad de Barcelona en España el 17 de julio, como de otro en Fráncfort del Meno, Alemania, el 21 de julio. Ambos conciertos correspondientes a la gira Devotional Tour de 1993 con motivo de su álbum Songs of Faith and Devotion de ese mismo año.

## Edición original europea
| Devotional – A Performance Filmed by Anton Corbijn | |          |  |
| N.º                                                | Título                                                                                               | Duración |  |
| 1.                                                 | «Higher Love» (en vivo en 1993; incluye intro instrumental)                                          |          |  |
| 2.                                                 | «World in My Eyes» (en vivo en 1993)                                                                 |          |  |
| 3.                                                 | «Walking in My Shoes» (en vivo en 1993)                                                              |          |  |
| 4.                                                 | «Behind the Wheel» (en vivo en 1993)                                                                 |          |  |
| 5.                                                 | «Stripped» (en vivo en 1993, parcialmente en forma Highland Mix)                                     |          |  |
| 6.                                                 | «Condemnation» (en vivo en 1993, tema semiacústico con piano)                                        |          |  |
| 7.                                                 | «Judas» (en vivo en 1993)                                                                            |          |  |
| 8.                                                 | «Mercy in You» (en vivo en 1993)                                                                     |          |  |
| 9.                                                 | «I Feel You» (en vivo en 1993)                                                                       |          |  |
| 10.                                                | «Never Let Me Down Again» (en vivo en 1993)                                                          |          |  |
| 11.                                                | «Rush» (en vivo en 1993)                                                                             |          |  |
| 12.                                                | «In Your Room» (en vivo en 1993)                                                                     |          |  |
| 13.                                                | «Personal Jesus» (en vivo en 1993)                                                                   |          |  |
| 14.                                                | «Enjoy the Silence» (en vivo en 1993)                                                                |          |  |
| 15.                                                | «Fly on the Windscreen» (en vivo en 1993)                                                            |          |  |
| 16.                                                | «Everything Counts» (en vivo en 1993, parcialmente en forma In Larger Amounts)                       |          |  |
| 17.                                                | «Créditos» (con el tema «Death's Door» de fondo, en vivo en 1993 en versión acústica solo con piano) |          |  |

Créditos
Anton Corbijn - Dirección
David Gahan - vocales
Martin Gore - guitarra, vocales y teclados
Alan Wilder - batería, teclados, piano y apoyo vocal
Andrew Fletcher - teclados
Hildia Campbell - coros
Samantha Smith - coros
Graham Brennan - Edición
Alan Wilder y Steve Lyon - Producción de Sonido y Mezcla
Richard Bell - Producción
Daniel Miller - Producción Ejecutiva
Verity White - Producción Ejecutiva
Todas las canciones fueron compuestas por Martin Gore.

### Edición americana
Como varios materiales de los primeros años de Depeche Mode, la edición americana original del VHS fue más corta, tan sólo con doce temas del concierto.

| Devotional – A Performance Filmed by Anton Corbijn |                                                               |          |  |
| N.º                                                | Título                                                        | Duración |  |
| 1.                                                 | «Higher Love» (en vivo en 1993)                               |          |  |
| 2.                                                 | «World in My Eyes» (en vivo en 1993)                          |          |  |
| 3.                                                 | «Walking in My Shoes» (en vivo en 1993)                       |          |  |
| 4.                                                 | «Stripped» (en vivo en 1993)                                  |          |  |
| 5.                                                 | «Condemnation» (en vivo en 1993; tema semiacústico con piano) |          |  |
| 6.                                                 | «Judas» (en vivo en 1993)                                     |          |  |
| 7.                                                 | «I Feel You» (en vivo en 1993)                                |          |  |
| 8.                                                 | «Never Let Me Down Again» (en vivo en 1993)                   |          |  |
| 9.                                                 | «Rush» (en vivo en 1993)                                      |          |  |
| 10.                                                | «In Your Room» (en vivo en 1993)                              |          |  |
| 11.                                                | «Personal Jesus» (en vivo en 1993)                            |          |  |
| 12.                                                | «Enjoy the Silence» (en vivo en 1993)                         |          |  |

## Devotional DVD
En 2004 Devotional fue relanzado en formato DVD, en dos discos, el primero con el mismo contenido del original de 1993 y dos nuevas canciones, y el segundo con material adicional relacionado con el álbum Songs of Faith and Devotion y la gira Devotional Tour, convirtiéndose de ese modo en el segundo directo de DM publicado en formato digital.
Esta vez, el contenido fue el mismo para ambos lados del mundo. La reedición se llama exactamente igual que el original de 1993, aunque por distinción normalmente se le conoce como Devotional DVD.
El disco uno contiene los dieciséis temas de la edición original para el Reino Unido y Europa, con los dos temas adicionales en pistas separadas.
| Temas adicionales en el disco uno |                                     |          |  |
| N.º                               | Título                              | Duración |  |
| 1.                                | «Halo» (en vivo en 1993)            |          |  |
| 2.                                | «Policy of Truth» (en vivo en 1993) |          |  |

Créditos adicionales
Las dos canciones adicionales fueron editadas por James Rose con asistencia de David Price.

| Disco dos – contenido adicional | |          |  |
| N.º                             | Título | Duración |  |
| 1.                              | «Walking in My Shoes» (proyección del concierto)                                                                                                 |          |  |
| 2.                              | «Stripped» (proyección del concierto) |          |  |
| 3.                              | «Condemnation» (proyección del concierto) |          |  |
| 4.                              | «Judas» (proyección del concierto) |          |  |
| 5.                              | «I Feel You» (proyección del concierto) |          |  |
| 6.                              | «Never Let Me Down Again» (proyección del concierto; está se encuentra incompleta, la pantalla indica que la faltante primera parte se extravió) |          |  |
| 7.                              | «In Your Room» (proyección del concierto) |          |  |
| 8.                              | «Enjoy the Silence» (proyección del concierto)                                                                                                   |          |  |
| 9.                              | «I Feel You» (vídeo promocional) |          |  |
| 10.                             | «Walking in My Shoes» (vídeo promocional) |          |  |
| 11.                             | «Condemnation» (vídeo promocional; Paris Mix) |          |  |
| 12.                             | «In Your Room» (vídeo promocional) |          |  |
| 13.                             | «One Caress» (vídeo promocional) |          |  |
| 14.                             | «Condemnation» (vídeo promocional en concierto)                                                                                                  |          |  |
| 15.                             | «Depeche Mode Rockumentary» (documental del canal televisivo estadounidense MTV)                                                                 |          |  |
| 16.                             | «Monólogo con Anton Corbijn» |          |  |
| 17.                             | «Programas del Devotional y del Exotic Tour» |          |  |

Créditos
Las proyecciones del concierto fueron todas dirigidas también por Corbijn, bajo la producción de Richard Bell.
Los videos fueron dirigidos también por Corbijn, excepto One Caress que dirigió Kevin Kerslake.
El Rockumental fue dirigido por Nicholas Wickham, para MTV Europa.
El monólogo con Anton Corbijn fue editado por James Rose.

## Edición enUMD
Para 2005, Devotional se publicó sólo en Europa en formato Universal Media Disc para el PlayStation Portable de Sony. Este lanzamiento se hizo como parte de la publicidad alrededor del álbum Playing the Angel de 2005, el cual apareció también en ese formato. Devotional es de los únicos materiales del grupo disponibles así junto con el también concierto One Night in Paris, el documental 101 y ese álbum.
El contenido de esta edición, es sólo el mismo de la videocinta original de 1993.

## Datos
- La interpretación que aquí aparece de Condemnation en concierto se incluyó en la colección The Videos 86>98 de 1998.

- Devotional originalmente se lanzó también en formato de Laserdisc. Fue el único material de DM que apareció en Europa en ese formato; además fue también su último material en aparecer en ese formato digital.

- La edición americana en Laserdisc sí contenía los dieciséis temas del Devotional.

- En 1999 ya se había relanzado en Europa el videocasete Devotional junto con un relanzamiento también del The World We Live In and Live in Hamburg. Fue un relanzamiento, no una reedición como lo fue el Devotional DVD.

Es uno de los conciertos capturados en video más representativos de Depeche Mode. Si bien pertenece a una etapa en la cual el grupo a nivel interno se encontraba en una verdadera decadencia, por completo disimulada de los medios y del público, capta la enorme sinergia del cuarteto en el escenario aun cuando tras bambalinas las relaciones personales eran muy tensas.
Por otro lado, aunque este pertenece a la entrada de Depeche Mode a la música semi-acústica, la mayoría de los temas todavía son tocados de manera íntegramente electrónica con los sintetizadores, de donde los miembros se lucen siendo el que mucha gente consideró “el mejor grupo de música tecnopop de los ochentas”, aunque en este caso apareciendo con la imagen agresiva y sensual del álbum Songs of Faith and Devotion, por lo cual Depeche Mode en Devotional aparece como una especie de “versión salvaje” de Kraftwerk.